# Ukrajinská katolická eparchie Neposkvrněného Početí P. Marie v Prudentópolis
Ukrajinská katolická eparchie Neposkvrněného Početí P. Marie v Prudentópolis ((latinsky) Eparchia Immaculatae Conceptionis Prudentopolitanae Ucrainorum, (ukrajinsky) Єпархія Непорочного зачаття Діви Марії в Прудентополісі Української греко-католицької церкви) je eparchií Ukrajinské řeckokatolické církve se sídlem v Prudentópolis, kde se nachází katedrála Neposkvrněného Početí. Pod její jurisdikci spadají ukrajinští řeckokatolíci v části Brazílie. Je sufragánní vůči curitibské archieparchii.

## Historie
V roce 2014 byla z curitibské archieparchii vyčleněna Eparchie v Prudentópolis.